# Xyridaceae
Die Xyridaceae sind eine Pflanzenfamilie innerhalb der Ordnung der Süßgrasartigen (Poales). Die fünf Gattungen mit 260 bis 300 Arten sind vor allem in den Tropen und Subtropen verbreitet.

## Beschreibung
Es sind meist ausdauernde, seltener einjährige, krautige Pflanzen mit Rhizomen. Die wechselständigen Laubblätter sind in einer basalen Blattrosette konzentriert oder spiralig oder zweizeilig am Stängel angeordnet. Die einfachen Laubblätter sind parallelnervig und haben einen glatten Rand.
In ährigen, traubigen oder kopfigen Blütenständen mit Hochblättern (Brakteen) sind die Blüten zusammengefasst. Die zwittrigen, dreizähligen Blüten sind radiärsymmetrisch bis stark zygomorph. Die drei (selten zwei) Kelchblätter sind gleichgestaltig. Die drei Kronblätter sind meist gelb, seltener weiß oder blau. Es sind ein oder zwei Kreise mit je drei freien Staubblättern vorhanden, bei manchen Taxa sind sie mit den Kronblättern verwachsen. Bei manchen Taxa sind drei Staubblätter zu Staminodien reduziert. Die Staminodien sind bei vielen Xyris-Arten kronblattartig. Drei Fruchtblätter sind zu einem oberständigen Fruchtknoten verwachsen. Der Griffel ist dreigeteilt, endend in ein oder drei Narben.
Es werden Kapselfrüchte gebildet, die (selten ein bis sechs) 15 bis 90 oder mehr Samen enthalten. Die meist gerippten Samen sind geflügelt oder ungeflügelt.

## Systematik

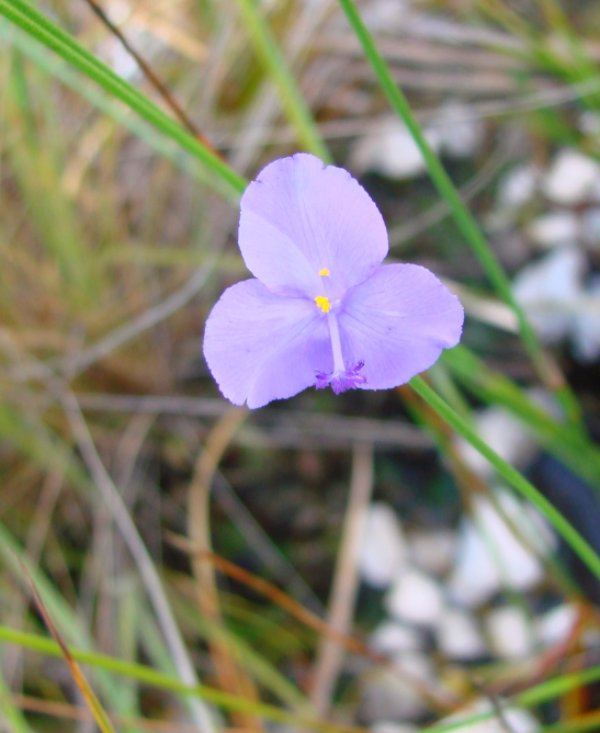
Dreizählige Blüte von Abolboda pulchella

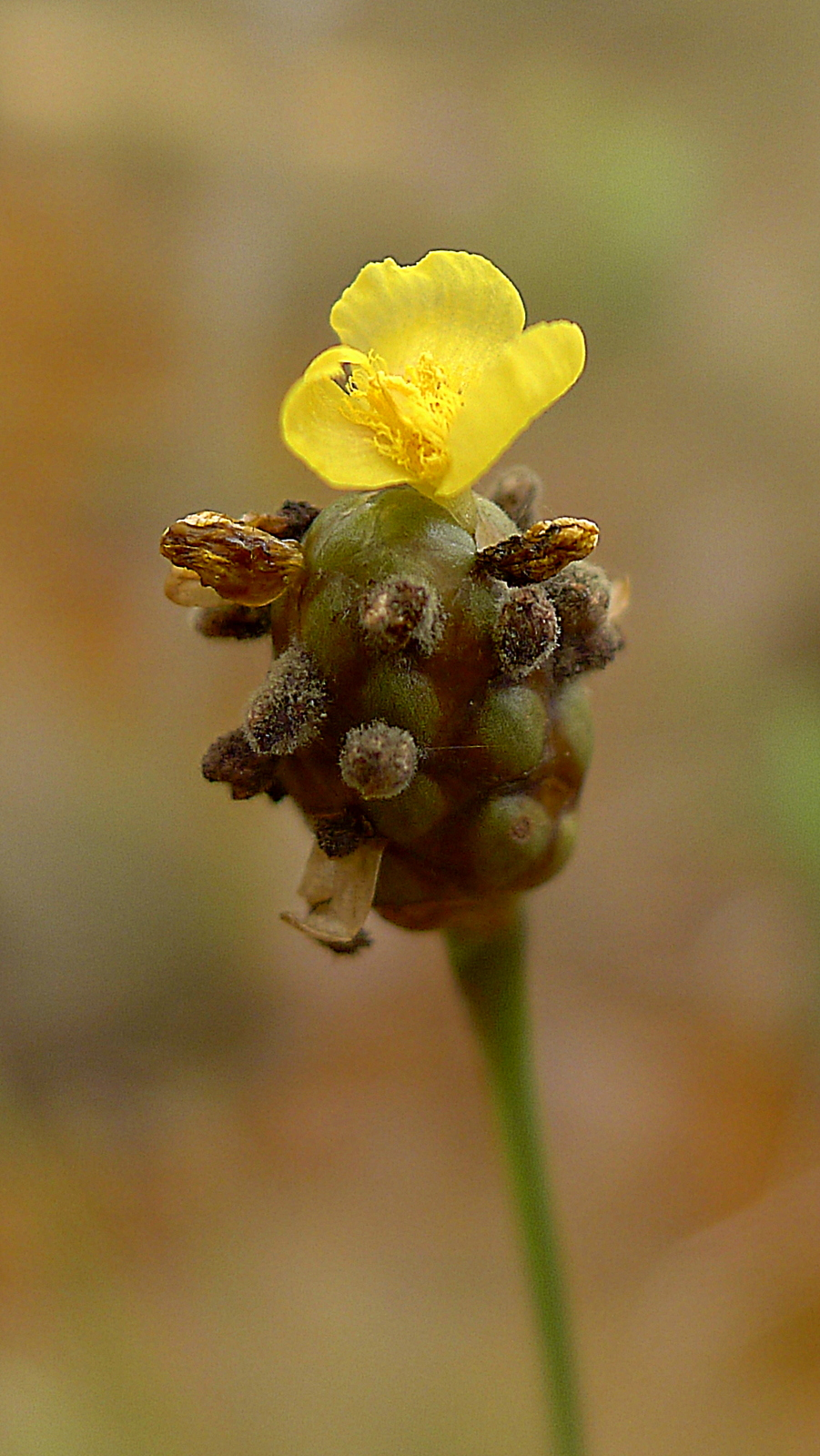
Xyris jupicai

Die Familie wurde Xyridaceae wurde 1823 durch Carl Adolph Agardh in Aphorismi Botanici 158 unter der Bezeichnung „Xyrideae“ erstbeschrieben. Typusgattung ist Xyris L.
Die Familie Xyridaceae ist in zwei Unterfamilien gegliedert und enthält fünf Gattungen mit 260 bis etwa 400 Arten:
- Unterfamilie Abolbodoideae: Sie enthält vier Gattungen nur im nördlichen Südamerika:
  - Abolboda Bonpl. in Humb. & Bonpl.: Die etwa 22 Arten sind von Trinidad bis zum tropischen Südamerika[3] in feuchten Habitaten verbreitet.
  - Achlyphila Maguire & Wurdack: Sie enthält nur eine Art:
    - Achlyphila disticha Maguire & Wurdack: Sie kommt im südlichen Venezuela in der Sierra da la Neblina vor.[3]

  - Aratitiyopea Steyerm.: Sie enthält nur eine Art:
    - Aratitiyopea lopezii (L.B.Sm.) Steyerm. & P.E.Berry: Sie kommt in zwei Varietäten von Venezuela bis Peru vor.[3]
      - Aratitiyopea lopezii var. colombiana (L.B.Sm.) Steyerm. & P.E.Berry: Sie kommt in Kolumbien vor.[3]
      - Aratitiyopea lopezii var. lopezii: Sie kommt vom südlichen Venezuela bis Peru vor.[3]

  - Orectanthe Maguire: Die nur zwei Arten sind Endemiten auf dem Roraima-Tepui.
- Unterfamilie Xyridoideae: Sie enthält nur eine Gattung:
  - Xyris L. (Syn.: Kotsjiletti Adans., Ramotha Raf., Schismaxon Steud., Synoliga Raf., Xuris Adans., Xyroides Thouars): Die 225 bis 380 Arten sind in den Tropen und Subtropen der ganzen Erde und nördlich bis zu den Vereinigten Staaten verbreitet.[3]

## Bilder

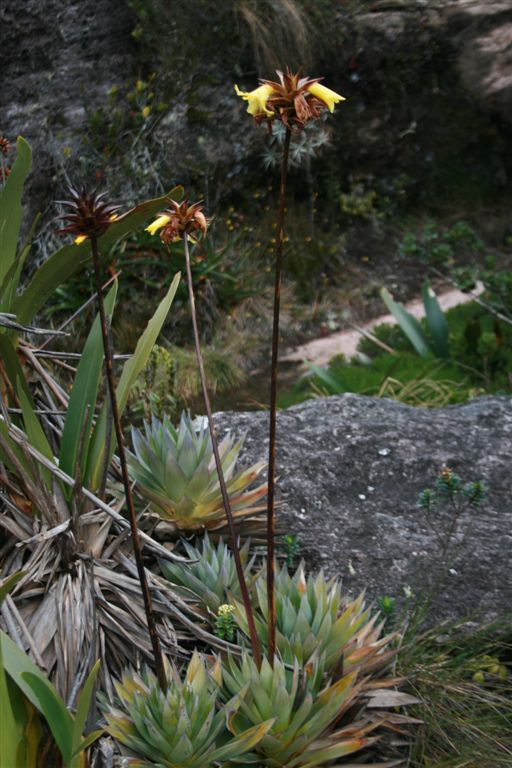
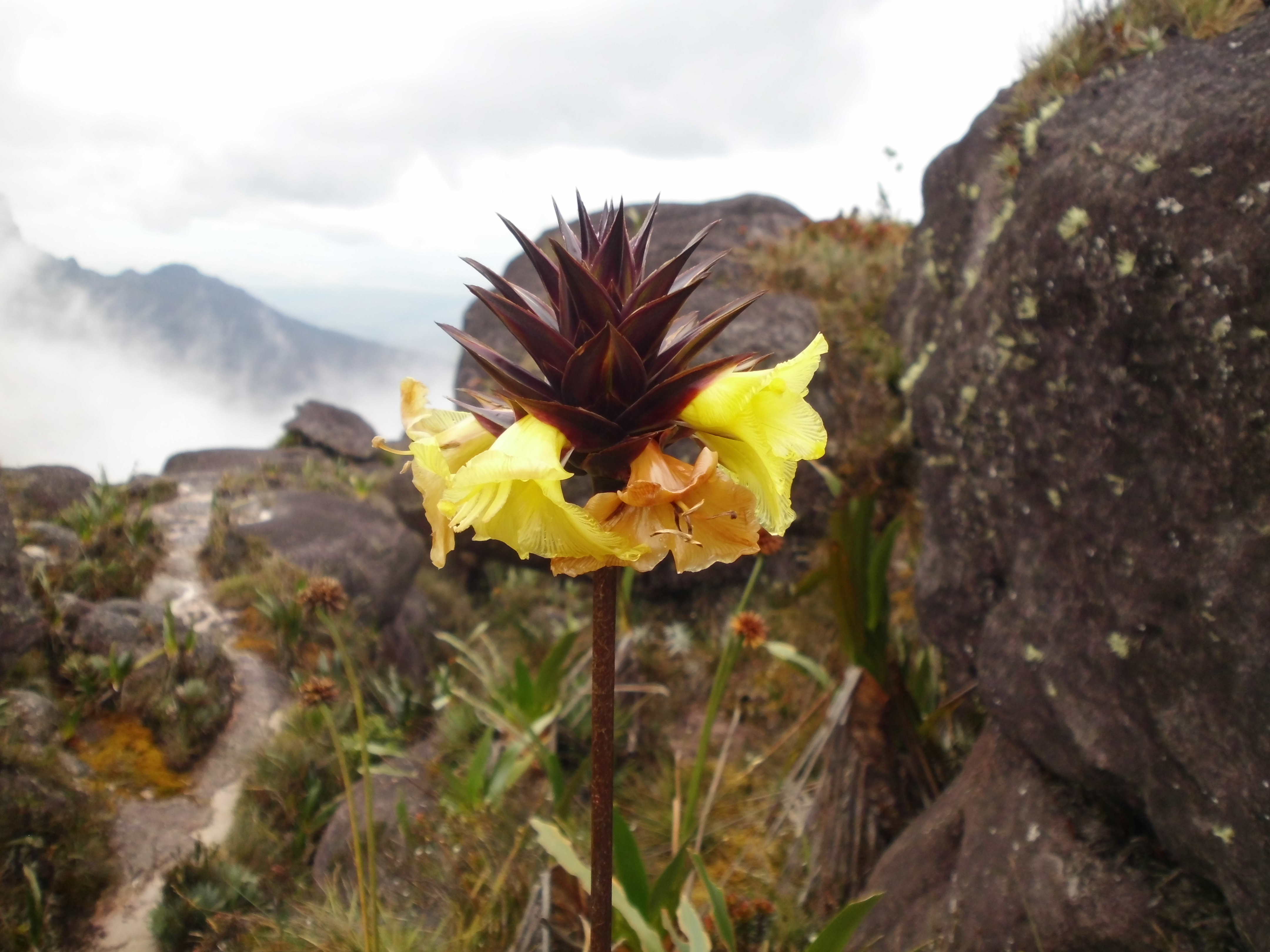

Orectanthe sceptrum